# John Warren (koszykarz)
John Warren Jr (ur. 7 stycznia 1947 w Sparta) – amerykański koszykarz występujący na pozycjach rzucającego obrońcy oraz niskiego skrzydłowego, mistrz NBA z 1970 roku.

## Osiągnięcia
Na podstawie, o ile nie zaznaczono inaczej.
NCAA
- Uczestnik rozgrywek:
  - Sweet Sixteen turnieju NCAA (1967, 1969)
  - turnieju NCAA (1967–1969)
- Wybrany do Galerii Sław Sportu St. John's (1986)[3]

NBA
- Mistrz NBA (1970)[1]